# 类地毯草
类地毯草（学名：Axonopus affinis）为禾本科地毯草属下的一个种。产于南美洲。

## 扩展阅读
- 类地毯草[]